# Ferdinand Gagnon
Pour les articles homonymes, voir Gagnon.
Ferdinand Gagnon (8 juin 1849 - 15 avril 1886), est un journaliste américain d'origine canadienne-française. Il a défendu les droits des franco-américains et est considéré comme le père du journalisme franco-américain. 

## Biographie
Né à Saint-Hyacinthe, il est le fils Jean-Baptiste Gagnon et d'Élisabeth Marchessault. Il fait ses études au séminaire de la ville et complète son cours de rhétorique en 1865, puis entre au cabinet de Honoré Mercier. 
En janvier 1868, d'abord venu rendre visite à ses parents établis à Concord (New Hampshire), il s'y installe également. Dès cette époque, il prononce des discours prônant l'indépendance canadienne. Il se mobilise et s'implique dans la campagne du général Grant.
En 1869, il fonde le journal La voix du peuple, qui n'a qu'une brève existence et qui cesse de publier lorsque le coéditeur Tremblay quitte la Nouvelle-Angleterre. 
Il fonde Le Travailleur avec Benjamin Sulte et Aram Pothier en octobre 1869. Gagnon demande que les émigrés canadiens reviennent au Canada. Il est délégué au congrès canadien de Springfield en 1868.
Pendant les années 1870, il a de retentissantes polémiques avec Honoré Beaugrand, qui est alors l'éditeur de L'Écho du Canada à Fall River au Massachusetts. 
Il est nommé agent de rapatriement en 1875. Dans le contexte de l'époque, l'émigration des Canadiens français vers la Nouvelle-Angleterre est très fréquente et vide rapidement la province de Québec, car une meilleure vie est promise aux États-Unis. Dix mille émigrés reviennent à Montréal, mais seulement la moitié restent.
Face à la discrimination et à l'exploitation des travailleurs canadiens-français dans les années 1880, il publie de nombreux articles demandant la reconnaissance des immigrés du Massachusetts. 
Cependant, Gagnon exige aussi une modération du sentiment nationaliste face  à la prétendue rivalité entre le clergé catholique irlandais et le clergé catholique français et face à la pendaison de Louis Riel. 
À l'âge de trente-six ans, souffrant insuffisance rénale chronique et pesant 340 livres, il meurt à Worcester en 1886. Gagnon était marié à Malvina Lalime depuis 1869 et ils avaient plusieurs enfants.